# Contea di Zhenlai
La contea di Zhenlai (镇赉县S, Zhènlài XiànP) è una contea della Cina, situata nella provincia di Jilin e amministrata dalla prefettura di Baicheng.